# Trepophrys cinerea
Trepophrys cinerea là một loài ruồi trong họ Tachinidae.